# Тхия
«Тхия» (ивр. תחייה‎, историческое название «БАНАЙ», ивр. בנא"י‎) — израильская правая националистическая партия, представленная в кнессете с 9-го по 12-й созывы. Основана в 1979 году членами парламентской фракции «Ликуда», выступавшими против Кэмп-Дэвидских соглашений с Египтом. Члены партии были представлены в 19-м, 20-м и 24-м правительстве Израиля. Выход «Тхии» и других крайне правых партий из правительственной коалиции привёл к падению 24-го правительства Израиля и парламентским выборам 1992 года, на которых «Тхия» не прошла электоральный барьер и распалась в том же году.

## История
Парламентские выборы 1977 года в Израиле впервые в истории привели к власти правый блок, основой которого была партия «Ликуд». Значительную часть членов «Ликуда» составляли убеждённые сионисты-ревизионисты, ветераны подпольных движений «ЭЦЕЛ» и «ЛЕХИ», а позже — националистической партии «Херут». Тем не менее именно лидер «ЭЦЕЛа» и «Херута», премьер-министр Менахем Бегин, оказался тем израильтянином, который впервые сумел привести страну к мирному соглашению с соседним арабским государством — Египтом. Это стало возможным, когда Бегин согласился с формулой «мир в обмен на территории»: ценой мира с Египтом должна была стать передача ему Синайского полуострова, захваченного Израилем в ходе Шестидневной войны 1967 года.
Кэмп-Дэвидские соглашения, предусматривавшие эвакуацию с Синайского полуострова не только израильских войск, но и основанных в годы израильского контроля поселений, были неоднозначно приняты в израильских правых кругах, включая собственную партию премьера «Ликуд». Уже через десять дней после подписания соглашений, 5 апреля 1979 года, в Израиле состоялся учредительный съезд общественного движения «За неделимый Израиль», председателем которого был избран профессор-физик Юваль Неэман. Среди членов «Ликуда», присоединившихся к движению, были старые «херутники», включая депутатов кнессета Геулу Коэн и Моше Шамира, а также профессора Йосефа Недаву. После ратификации кнессетом мирного договора с Египтом (16 из 45 депутатов «Ликуда» в кнессете голосовали против договора или воздержались) вначале Шамир, а затем и Геула Коэн покинули парламентскую фракцию «Ликуда», основав самостоятельную фракцию «БАНАЙ» (ивр. בנא"י‎, сокращение от ברית נאמני ארץ ישראל — «Союз патриотов Земли Израильской»). Позже новая фракция приняла название «Тхия» (в переводе с иврита — «Возрождение»).
На выборах в кнессет 10-го созыва в 1981 году «Тхия», пользовавшаяся значительной поддержкой среди израильских поселенцев, разочаровавшихся в Национально-религиозной партии, собрала около 45 тысяч голосов и получила три мандата. В кнессет прошли Юваль Неэман, Геула Коэн и идеолог поселенческого движения Ханан Порат. Наиболее высокой популярность новой партии была среди военнослужащих: 12 % голосов служащих Армией обороны Израиля были отданы за «Тхию». В том же году активисты партии, включая её лидеров, участвовали в кампании ненасильственного сопротивления эвакуации еврейских поселений с Синайского полуострова.
Разрыву с руководством «Ликуда» был положен конец после начала Ливанской войны 1982 года. Представители «Тхии», поддержавшей военную операцию в Ливане, 23 июня были включены в коалиционное правительство Бегина. Профессор Неэман стал первым в истории страны министром науки. Он также возглавил сформированную правительством Израиля и Всемирной сионистской организацией Комиссию по созданию новых поселений, принявшую решение об основании 82 новых поселений в Иудее, Самарии и секторе Газа.
На следующих парламентских выборах «Тхия», выступавшая единым блоком с движением «Цомет», получила пять мандатов; четыре из пяти мест в кнессете заняли её представители, тогда как от «Цомета» в кнессет прошёл только бывший начальник Генштаба АОИ Рафаэль Эйтан. Несмотря на усиление фракции в кнессете, она оказалась в оппозиции, так как отказалась поддержать курс правительства национального единства во главе с лидером партии Труда Шимоном Пересом на вывод войск с большей части территории Ливана и переговоры с Иорданией. В 1988 году Рафаэль Эйтан со своими сторонниками попытался возглавить объединённое движение и, потерпев неудачу, покинул фракцию, завершив каденцию в кнессете в качестве независимого депутата.
Выборы 1988 года принесли «Тхие», как и в 1981 году, три мандата (позже выяснилось, что партии, заключившей с «Ликудом» предвыборное соглашение о разделе голосов, не хватило для получения четвёртого мандата лишь нескольких десятков бюллетеней). В 1990 году, после того, как развалилось очередное правительство национального единства, лидер «Ликуда» Ицхак Шамир сумел сформировать узкую коалицию правых и религиозных партий, в которую вошла и «Тхия». В новом правительстве Ювалю Неэману вновь было поручено министерство науки. Однако после вступления Израиля в конце 1991 года в Мадридский мирный процесс, в ходе которого обсуждался вопрос о предоставлении национальной автономии арабам Восточного берега Иордана и сектора Газа, ультраправая партия «Моледет», а за ней и «Тхия» покинули правительственную коалицию, что привело к падению правительства Шамира. На прошедших в результате досрочных парламентских выборах в июне 1992 года «Тхия», получив 32 тысячи голосов, тем не менее не сумела преодолеть полуторапроцентный электоральный барьер, не получила представительства в кнессете и в итоге перестала существовать.

## Идеологическая платформа
Идеологическая платформа «Тхии» провозглашала исключительные права еврейского народа на всю Землю Израильскую. Партия объявляла отказ от любой части Земли Израильской, уже находящейся под контролем Государства Израиль, недействительным. «Тхия» отказывалась признать любой территориальный компромисс или образование национальной автономии и требовала установления израильского суверенитета над Иудеей, Самарией и сектором Газа с присвоением новому объединённому государственному образованию названия Эрец-Исраэль (Земля Израильская). Мир на Ближнем Востоке, с точки зрения идеологии «Тхии», является только инструментом для реализации права еврейского народа на всю территорию Земли Израильской, и идея «мира в обмен на территории» является отступлением от этого принципа. Мирный договор с любым арабским государством возможен только при признании этим государством суверенитета Государства Израиль над всей контролируемой им территорией Земли Израильской. Иордания, согласно этой платформе, является палестинским государством, но, в случае начала ей военных действий против Израиля, любые потерянные ей территории возвращены не будут.
«Тхия» требовала полного воплощения в жизнь Закона об Иерусалиме, одним из инициаторов принятия которого в 1980 году была эта партия. Программа «Тхии» предусматривала расселение евреев на территории Восточного Иерусалима и в частности Старого города (без депортации арабского населения и нанесения ущерба святыням других религий).
Платформа «Тхии» предусматривала всестороннюю поддержку израильской поселенческой деятельности и военного присутствия в Иудее, Самарии и секторе Газа, укрепление «естественных и традиционных» связей между Армией обороны Израиля и еврейскими поселениями. Провозглашалось, что поселения — наиболее надёжная дорога к миру, так как их создание препятствует реализации планов о палестинском государстве на территории Земли Израильской. Платформа предполагала создание под эгидой АОИ поселенческой полиции. Партия требовала запрета на политические высказывания для военнослужащих и ужесточения наказания за отказ от службы в АОИ (в том числе для израильских арабов, которые, согласно сформулированному ещё в 1984 году пункту программы «Тхии», должны были нести трёхгодичную военную службу наравне с другими гражданами под угрозой лишения избирательных прав). В качестве исключительной меры по борьбе с начавшейся в 1987 году интифадой предлагалось ввести для арабских террористов смертную казнь и лишить их права апелляции к Высшему суду справедливости в Израиле. Одновременно «Тхия» обещала добиваться помилования для евреев-заключённых, чьи правонарушения были вызваны «стрессом, связанным с отсутствием безопасности» (англ. security distress). Данный пункт программы подразумевал смягчение приговора и досрочное помилование членам так называемого Еврейского подполья, осуждённым за теракты против арабских политиков и студентов Исламского колледжа в Хевроне.
Программа «Тхии» была попыткой примирить позиции представителей трёх лагерей внутри партии — бывших сионистов-социалистов, правых светских националистов и религиозных сионистов. Если большему по размеру «Ликуду» хватило запаса прочности, чтобы пережить неудачу на выборах 1992 года, то маленькой «Тхие» внутренние дрязги избиратели не простили, отдав голоса внешне более сплочённым «Цомету», «Моледету» и Национально-религиозной партии. В своём анализе причин поражения партии после выборов 1992 года Юваль Неэман отмечал отсутствие в её программе пунктов, посвящённых таким повседневным проблемам молодых избирателей, как трудоустройство и образование, заключая, что чрезмерно идеологизированная платформа стоила партии как минимум одного мандата, в прошлом получаемого ей от молодёжи.

## Представительство в кнессете
| Созыв | Фракция          | Мест | Представители                                                           |
| ----- | ---------------- | ---- | ----------------------------------------------------------------------- |
| 9     | БАНАЙ/Тхия-БАНАЙ | 2    | Геула Коэн, Моше Шамир                                                  |
| 10    | Тхия             | 3    | Геула Коэн, Юваль Неэман, Ханан Порат→Цви Шилоах                        |
| 11    | Тхия-Цомет       | 4+1  | Элиэзер Вальдман, Геула Коэн, Юваль Неэман, Гершон Шафат, Рафаэль Эйтан |
| 12    | Тхия             | 3    | Элиэзер Вальдман→Эльяким Хаэцни, Геула Коэн, Юваль Неэман→Гершон Шафат  |